# Zentrales Krankenhaus des Scharanski rajon
Das Zentrale Krankenhaus des Scharanski Rajon (russisch Шаранская центральная районная больница, deutsche Transkription Scharanskaja Zentralnaja Rajonnaja Bolniza, wiss. Transliteration Šaranskaja Central'naja Rajonnaja Bol'nica, engl. Transkription Sharanskaya Tsentral'naya Rayonnaya Bol'nitsa) ist ein Krankenhaus in Scharan in der Republik Baschkortostan.

## Geschichte
Im Jahr 1876 wurde eine Sanitäterstation in der Wohnung des Gerichtsvollziehers im Dorf Scharan eröffnet. Ende des 19. Jahrhunderts wurde die medizinische Versorgung eines Großteils des Rajons unter der Leitung von Anna Iwanowna Weretennikowa, einer Cousine von Wladimir Iljitsch Lenin, gewährleistet. Am 31. Januar 1935 wurden der Scharanski rajon und das Gesundheitsamt des Rajon gegründet. 1950 wurde in Scharan eine Entbindungsklinik mit 10 Betten eröffnet. Im Jahr 1971 wurde das Hauptgebäude mit 80 Betten errichtet.

## Struktur
Vom Zentralen Krankenhaus aus verwaltet werden:
- Stationäre Abteilung mit 97 Betten
- Tagesklinik für Erwachsene mit 30 Betten
- Tagesklinik für Kinder mit 10 Betten
- Klinik für 250 Besuche pro Schicht
- 10 Betten für die Palliativversorgung
- Notfallabteilung;
- 41 Sanitäts- und Hebammenstationen